# Utagawa Toyoharu
Pour les articles homonymes, voir Utagawa.
Utagawa Toyoharu (歌川豊春) (1735-1814) est un artiste d'estampes japonaises ukiyo-e, fondateur de l'école Utagawa.
Il joua un rôle important dans l'évolution de l'ukiyo-e par les études qu'il fit de la perspective occidentale dans ses uki-e (images en perspective) à partir de 1750, poursuivant ainsi l'œuvre entreprise par Masanobu et Shigenaga.
Il alla jusqu'à réaliser des copies libres d'artistes italiens en particulier, tels que Guardi[Lequel ?] ou Canaletto, d'après des gravures sur cuivre de Venise, ou encore des ruines antiques de Rome, avant d'intégrer ses recherches dans des estampes japonaises traditionnelles, auxquelles il ajouta cette dimension de perspective.

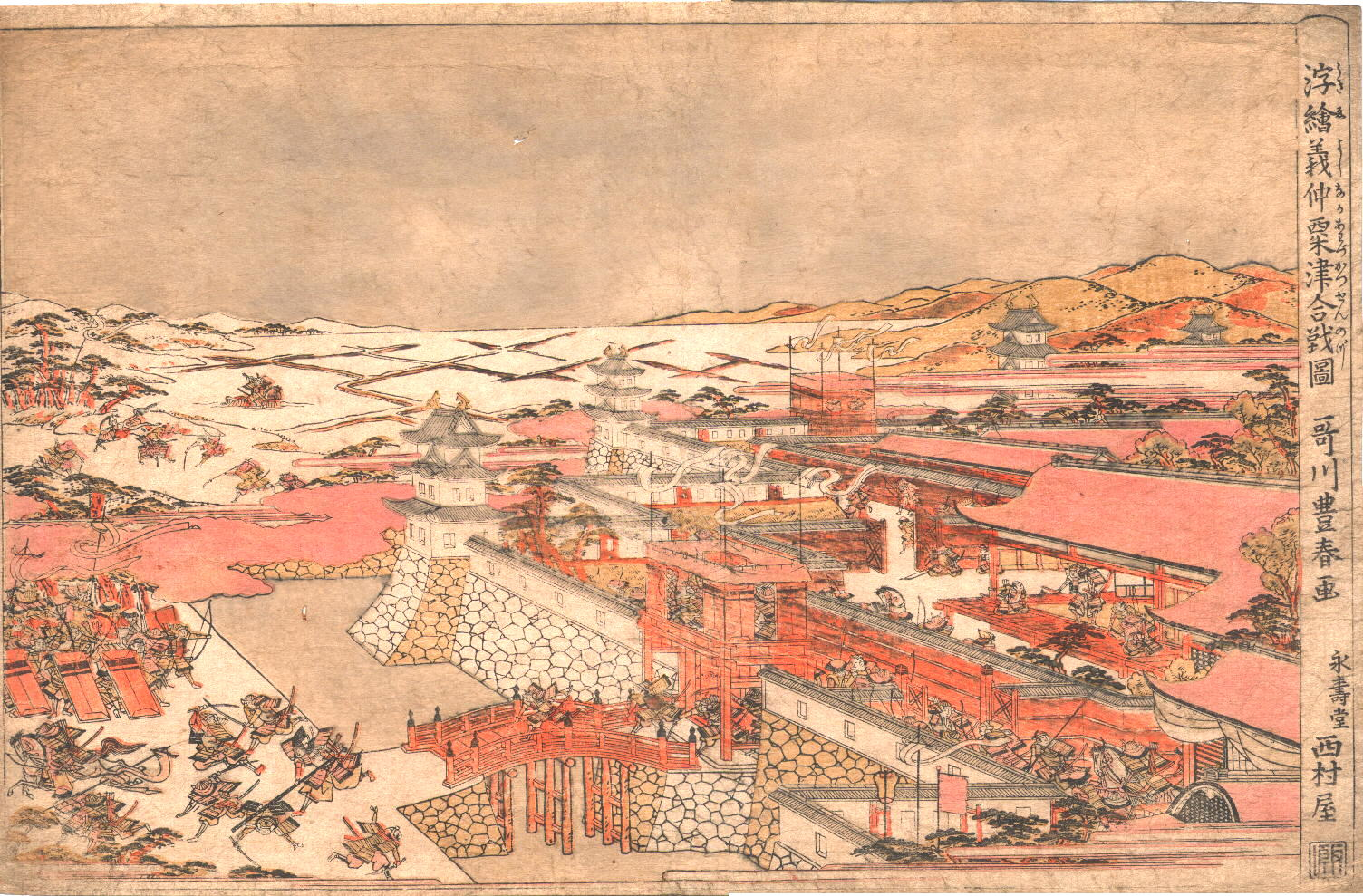
Vue générale de la bataille d'Awazu (années 1760).

## Influence
Aussi peut-on dire qu'il influença l'évolution de l'ukiyo-e et, en particulier, l'œuvre de Hiroshige : celui-ci prend de fait en compte dans ses paysages l'importance de la perspective. Hiroshige fut d'ailleurs lui-même l'élève de Toyohiro, élève de l'école Utagawa.
Toyoharu fut par ailleurs le maître de Toyokuni.